# 徳島バス南部

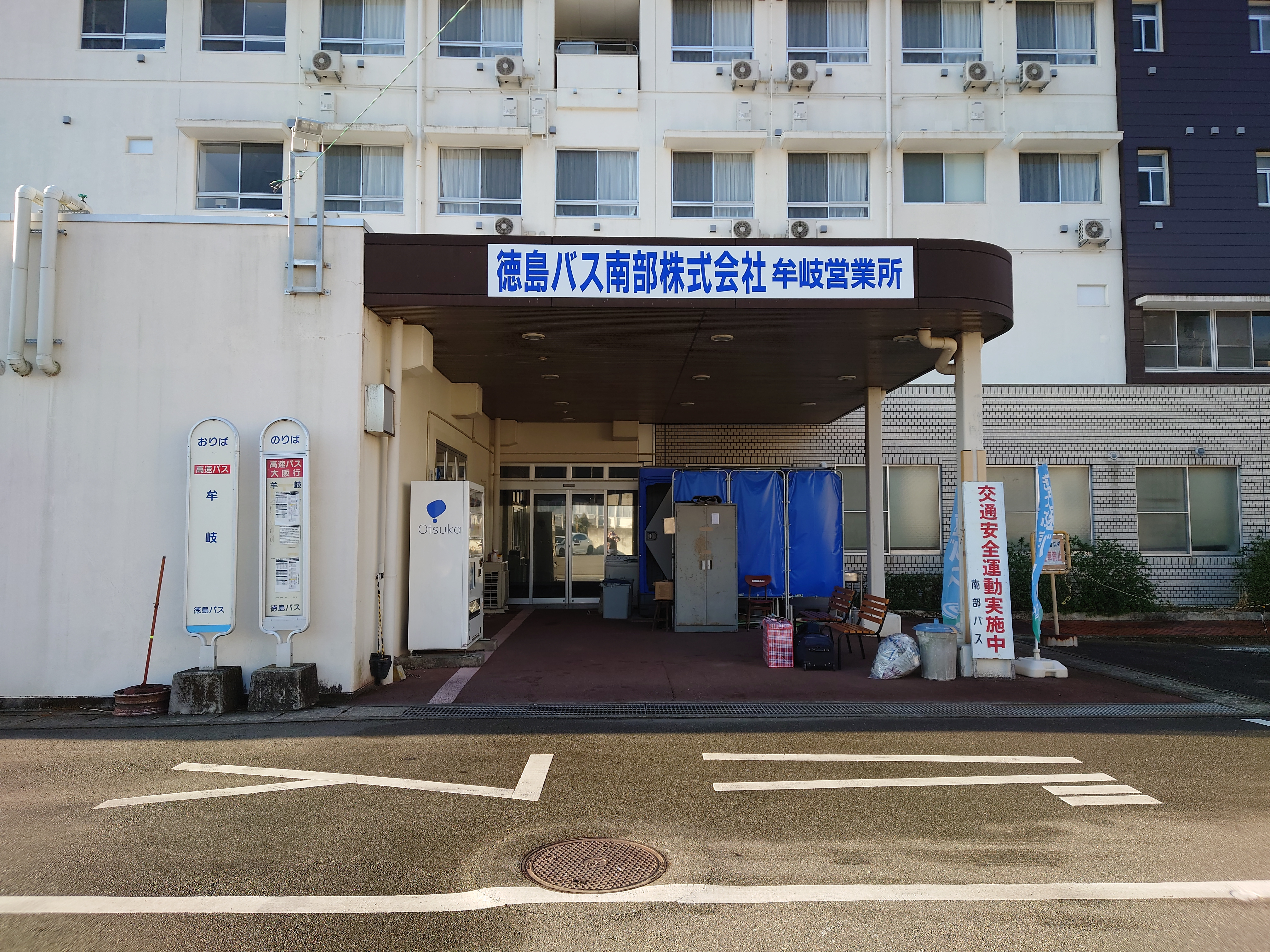
牟岐営業所（2021年2月22日撮影）後の建物は旧海部病院

徳島バス南部株式会社（とくしまバスなんぶ）は、徳島県の路線バス・貸切バス事業者。南部バスの通称がある。徳島バスの子会社である。

## 概要
徳島バスが運行していた徳島県海部郡内と那賀郡の末端区間のローカル路線を、1985年より引き継いで運行している。一部高知県に乗り入れる。

## 事業所所在地
- 本社 - 徳島県那賀郡那賀町吉野字川口18-10
- 牟岐営業所 - 徳島県海部郡牟岐町大字中村字本村75-1（旧海部病院前）

## 主な路線
以下の系統の路線がある

### 徳島バス南部川口本社管轄路線
- 1系統（日和佐線）：川口 - 日和佐駅前
- 3～5系統（丹生谷線）：川口 - 和無田（海川経由(上海川は経由しない)、市宇経由、市宇/上海川経由）
- 6～7系統（丹生谷線）：川口 - 林谷口（市宇経由、上海川/市宇経由）
- 8系統（丹生谷線）：川口 - 上海川
- 88系統（丹生谷線）：川口 - 阿南医療センター前

2024年10月1日より徳島バスから川口 - 阿南医療センター前停留所間の移管を受け運行開始。丹生谷線の和無田 - 日和田停留所間と谷山線を廃止。

### 牟岐営業所管轄路線
基本的に牟岐（牟岐営業所前）から海の駅東洋町までを結んでおり、経由地によって下記の系統がある。いずれも、路線名は「牟岐線」。
- 19系統：牟岐 - 海部高校前 - 宍喰 - 甲浦新道経由 - 海の駅東洋町
- 20系統：牟岐 - 海部高校前 - 宍喰 - 竹ヶ島 - 甲浦旧道経由 - 甲浦 - 海の駅東洋町
- 21系統：牟岐 → 海部高校前 → 宍喰駅前 → 竹ヶ島 → 甲浦旧道経由 → 甲浦 → 海の駅東洋町
- 22系統：牟岐 → 海部高校前 → 宍喰 → 甲浦旧道経由 → 甲浦 → 海の駅東洋町
- 23系統：宍喰祇園通 → 宍喰駅前 → 竹ヶ島 → 甲浦新道経由 → 海の駅東洋町
- 24系統：牟岐 - 海南病院 - 海部高校前 - 宍喰 - 甲浦新道経由 - 海の駅東洋町
- 25系統：牟岐 - 海南病院 - 海部高校前 - 宍喰 - 竹ヶ島 - 甲浦旧道経由 - 甲浦 - 海の駅東洋町
- 26系統：牟岐 - 海南病院 - 海部高校前 - 宍喰 - 宍喰駅前 - 竹ヶ島 - 甲浦旧道経由 - 甲浦 - 海の駅東洋町
- 27系統：牟岐 - 海南病院 - 海部高校前 - 宍喰 - 竹ヶ島 - 甲浦新道経由 - 海の駅東洋町
- 28系統：牟岐 - 海南病院 - 海部高校前 - 宍喰 - 宍喰駅前 - 竹ヶ島 - 甲浦新道経由 - 海の駅東洋町

ほぼ全区間に渡って、JR牟岐線と阿佐海岸鉄道阿佐東線と並行している。
以前は甲浦駅までを結んでいたが、2022年2月1日より終点が海の駅東洋町に変更され、白浜と甲浦駅前は廃止された。
いずれの系統も1日に2往復程度で、下りのみの運行である21～23系統は1日1本しかないが、すべての系統を合計すると、区間によっては1～2時間に1本程度の本数がある。
また、19系統の最終便は、上下ともに並行している鉄道の最終列車より遅くに始発地を出発する。
甲浦旧道（一部の系統のみ）や宍喰付近で隘路を通るため、いずれの系統も小型車の日野・リエッセまたはマイクロバスの三菱ふそう・ローザで運行されている。

## 乗り換え
- 丹生谷線の橘営業所からは徳島バスの橘線に乗り換えることができる。
- 牟岐線は、海南病院前（一部の便のみ）・海部高校前（全便）・海部駅前（全便）・宍喰駅前（一部の便のみ）・海の駅東洋町（全便）から阿佐海岸鉄道に乗換可能。
- 牟岐線の海南病院前からは轟の滝行き海南町営バス（現・海陽町営バス）に乗換可能。
- 牟岐線の海の駅東洋町からは高知東部交通バスに乗換可能。
- 牟岐線の甲浦口・宍喰温泉前・海部駅前・海部高校前・浅川駅前・牟岐（南部バス牟岐営業所）、日和佐線の日和佐駅前（道の駅ひわさ）からは徳島バスの高速バスEDDY号（室戸 - 大阪）に乗換できる（阿南駅 - 甲浦間途中乗降可能、阿南駅 - 海部高校前間JRの乗車券等で利用可能）[1]。